# 項羽十八諸侯の一覧

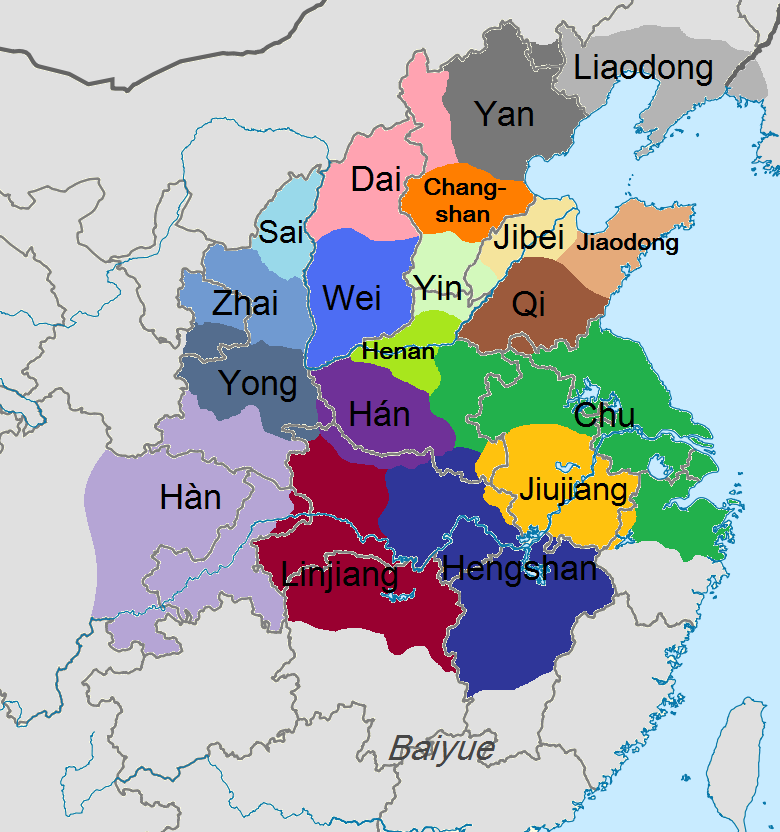
項羽十八諸侯の位置図

項羽十八諸侯の一覧（こううじゅうはちしょこうのいちらん）は、紀元前206年に項羽が秦を滅ぼした時に、軍功があった十八人が封じられた諸侯国（諸侯王）の一覧である。

## 一覧
| 国名             | 建国            | 君主姓名 | 在位時間                            | 最後の君主 | 滅亡              | 滅ぼした国        | 都城 | 領土範囲                             |
| ---------------- | --------------- | -------- | ----------------------------------- | ---------- | ----------------- | ----------------- | ---- | ------------------------------------ |
| 西楚             | 紀元前206年二月 | 覇王項羽 | 紀元前206年二月 - 紀元前203年十二月 | 覇王項羽   | 紀元前203年十二月 | 漢王劉邦          | 彭城 | 梁地二郡と楚地七郡                   |
| 漢               | 紀元前206年二月 | 劉邦     | 紀元前206年二月 - 紀元前202年二月   | 劉協       | 建安25年（220年） | 建安25年（220年） | 南鄭 | 巴郡、蜀郡、漢中郡                   |
| 九江（後の淮南） | 紀元前206年二月 | 英布     | 紀元前206年二月 - 紀元前196年十二月 | 英布       | 紀元前196年十二月 | 漢高祖劉邦        | 寿春 | 九江郡                               |
| 雍               | 紀元前206年二月 | 章邯     | 紀元前206年二月 - 紀元前205年五月   | 章邯       | 紀元前205年五月   | 漢王劉邦          | 廃丘 | 咸陽より西。隴西郡、北地郡、内史西部 |
| 塞               | 紀元前206年二月 | 司馬欣   | 紀元前206年二月 - 紀元前206年八月   | 司馬欣     | 紀元前206年八月   | 漢王劉邦          | 櫟陽 | 咸陽より東至河。内史東部             |
| 翟               | 紀元前206年二月 | 董翳     | 紀元前206年二月 - 紀元前206年八月   | 董翳       | 紀元前206年八月   | 漢王劉邦          | 高奴 | 上郡                                 |
| 西魏             | 紀元前206年二月 | 魏豹     | 紀元前206年二月 - 紀元前205年八月   | 魏豹       | 紀元前205年八月   | 韓信              | 平陽 | 河東郡                               |
| 河南             | 紀元前206年二月 | 申陽     | 紀元前206年二月 - 紀元前205年十一月 | 申陽       | 紀元前205年十一月 | 漢王劉邦          | 洛陽 | 河南郡                               |
| 韓               | 紀元前208年六月 | 韓成     | 紀元前208年六月 - 紀元前206年四月   | 鄭昌       | 紀元前205年十一月 | 韓王信            | 陽翟 | 韓の旧領。潁川郡                     |
| 殷               | 紀元前206年二月 | 司馬卬   | 紀元前206年二月 - 紀元前205年三月   | 司馬卬     | 紀元前205年三月   | 漢王劉邦          | 朝歌 | 河内郡                               |
| 常山             | 紀元前206年二月 | 張耳     | 紀元前206年 - 紀元前206年九月       | 張耳       | 紀元前206年九月   | 陳余              | 襄国 | 趙の旧領。恒山郡、鉅鹿郡、邯鄲郡     |
| 代               | 紀元前206年二月 | 趙歇     | 紀元前206年 - 紀元前206年九月       | 陳余       | 紀元前205年十月   | 韓信              | 代   | 代郡、雁門郡、雲中郡                 |
| 衡山（長沙）     | 紀元前206年二月 | 呉芮     | 紀元前206年 - 紀元前202年二月       | 呉著       | 紀元前157年       |                   | 邾   | 衡山郡                               |
| 臨江             | 紀元前206年二月 | 共敖     | 紀元前206年二月 - 紀元前204年八月   | 共尉       | 紀元前203年十二月 | 漢高祖劉邦        | 江陵 | 南郡                                 |
| 燕               | 紀元前206年二月 | 臧荼     | 紀元前206年二月 - 紀元前202年九月   | 臧荼       | 紀元前202年九月   | 漢高祖劉邦        | 薊   | 遼東郡、遼西郡、右北平郡             |
| 遼東             | 紀元前206年二月 | 韓広     |                                     | 韓広       | 紀元前206年七月   | 臧荼              | 無終 | 漁陽郡、上谷郡、広陽郡               |
| 膠東             | 紀元前206年二月 | 田巿     |                                     | 田巿       |                   | 田栄              | 即墨 | 膠東郡                               |
| 斉               | 紀元前206年二月 | 田都     | 紀元前206年二月 - 紀元前206年四月   | 田都       | 紀元前206年四月   | 田栄              | 臨淄 | 臨淄郡、琅邪郡                       |
| 済北             | 紀元前206年二月 | 田安     | 紀元前206年二月 - 紀元前206年六月   | 田安       | 紀元前206年六月   | 田栄              | 博陽 | 済北郡                               |